# Saison 2 de Hemlock Grove
Chronologie
Saison 1 Saison 3 : Le chapitre final
Cet article présente le guide des épisodes de la deuxième saison de la série télévisée américaine Hemlock Grove.

## Synopsis
Peter et Roman sont aux prises de terribles secrets familiaux et un nouvel ennemi fait son apparition à Hemlock Grove.

## Généralités
- Comme les autres productions originales de Netflix, tous les épisodes ont été mis en ligne simultanément le même jour.
- Aux États-Unis, la saison est disponible depuis le 11 juillet 2014 sur Netflix.
- Au Canada et au Québec, elle est disponible depuis le 11 juillet 2014 sur Netflix Canada.
- En France, elle est disponible depuis le 15 septembre 2014 sur Netflix France.
- En Belgique, en Suisse et au Luxembourg, elle est disponible depuis le 19 septembre 2014 sur le service Netflix respectif à chaque pays.

## Distribution

### Acteurs principaux
- Famke Janssen (V. F. : Juliette Degenne et V.Q. : Élise Bertrand) : Olivia Godfrey
- Bill Skarsgård (V. F. : Paolo Domingo et V.Q. : Nicholas Savard L'Herbier) : Roman Godfrey
- Landon Liboiron (V. F. : Alexandre Nguyen) : Peter Rumancek
- Dougray Scott (V. F. : Guillaume Orsat et V.Q. : François Sasseville) : Dr Norman Godfrey
- Tiio Horn (V. F. : Barbara Beretta) : Destiny Rumancek
- Joel de la Fuente (V. F. : Olivier Chauvel et V.Q. : Benoit Éthier) : Dr Johann Pryce

### Acteurs récurrents
- Lili Taylor (V. F. : Anne Dolan et V.Q. : Valérie Gagné) : Lynda Rumancek
- Madeleine Martin (V. F. : Lisa Caruso et V.Q. : Catherine Brunet) : Shelley Godfrey
- Madeline Brewer (V. F. : Karine Foviau) : Miranda Cates
- Demore Barnes (V. F. : Jean-Baptiste Anoumon) : Michael Chasseur
- Shauna MacDonald (V. F. : Katia Tchenko) : Dr Galina Zhelezhnova-Burdukovskaya
- Luke Camilleri (V. F. : Fabrice Lelyon) : Andreas Vasilescu
- Alexandra Gordon : Prycilla/Shelley Godfrey humanoïde
- J. C. MacKenzie (en) (V. F. : Hervé Jolly) : Dr Arnold Spivak
- Laurie Fortier (V. F. : Rafaèle Moutier) : Marie Godfrey
- Adam Rodness (V. F. : Tristan Petitgirard) : Trevor
- Philip Craig : L'évêque
- Mark Walker (V. F. : Achille Orsoni) : Conway
- Lisa Marcos (V. F. : Barbara Tissier) : Leticia Padilla
- Amanda Smith (V. F. : Caroline Jacquin) : Anna

## Épisodes

### Épisode 1:Pression sanguine
- États-Unis/ Canada/ Québec : 11 juillet 2014 sur Netflix et Netflix Canada(saison entière)
- France : 15 septembre 2014 sur Netflix France (saison entière)
- Belgique/ Suisse/ Luxembourg : 19 septembre 2014 sur Netflix Belgique, Luxembourg et Suisse (saison entière)